# Langenscheidt
Langenscheidt GmbH & Co. KG – niemieckie wydawnictwo założone w 1856 roku w Berlinie przez Gustava Langenscheidta, specjalizujące się w słownikach i książkach do nauki języków obcych. Zajmuje się m.in. wydawaniem map, atlasów, rozmówek oraz słowników zarówno jednojęzycznych, jak i dwujęzycznych. W roku 1983 wydawnictwo wypuściło na rynek Langenscheidt alpha 8 – pierwszy elektroniczny słownik na świecie.